# Ny Skovsgård
Ny Skovsgård – miasto w Danii, w regionie Jutlandia Północna, w gminie Jammerbugt.